# El enemigo del pueblo
El enemigo del pueblo (título original: An Enemy of the People) es una película estadounidense dirigida por George Schaefer y estrenada en 1976.

## Argumento
En una pequeña ciudad termal de Noruega, al final del siglo XIX, el doctor Stockman recibe del laboratorio los resultados de las investigaciones que ha dirigido y que atestiguan la contaminación de las aguas. Deseoso de alertar a la opinión pública para emprender los trabajos de mejora imprescindibles, choca con la oposición de su hermano Peter, alcalde de la ciudad, que teme consecuencias económicas desastrosas.
Despacio, toda la población se une contra el doctor y su familia, que son considerados como enemigos del pueblo.

## Reparto
- Steve McQueen: Doctor Thomas Stockman
- Charles Durning: Peter Stockman
- Bibi Andersson: Catherine Stockman
- Richard Dysart: Aslaksen
- Eric Christmas: Morten Kill
- Michael Cristofer: Hovstad
- Richard Bradford: Capitán Forster
- Michael Higgins: Billing

## Anécdotas
Después del rodaje de The Towering Inferno en 1974, Steve McQueen decide pausar su carrera y rehúsa numerosos proyectos como Un puente demasiado lejano o Apocalypse  Now. 
Por el fracaso de la película y la actuación de Steve McQueen, Warner lo difundirá en un muy pequeño número de salas en los Estados Unidos, y nada menos que dos años y medio después de acabada.